# 河北新区
河北新区，是在“洋务运动”的背景下，直隶总督兼北洋通商大臣的袁世凯在天津海河北岸开始开发的新城区，是袁世凯在天津推行的新政之一，在河北新区的规划建设中，在中国率先采用了西方现代城市规划理念，也称“北洋新区”和“北洋新城”。

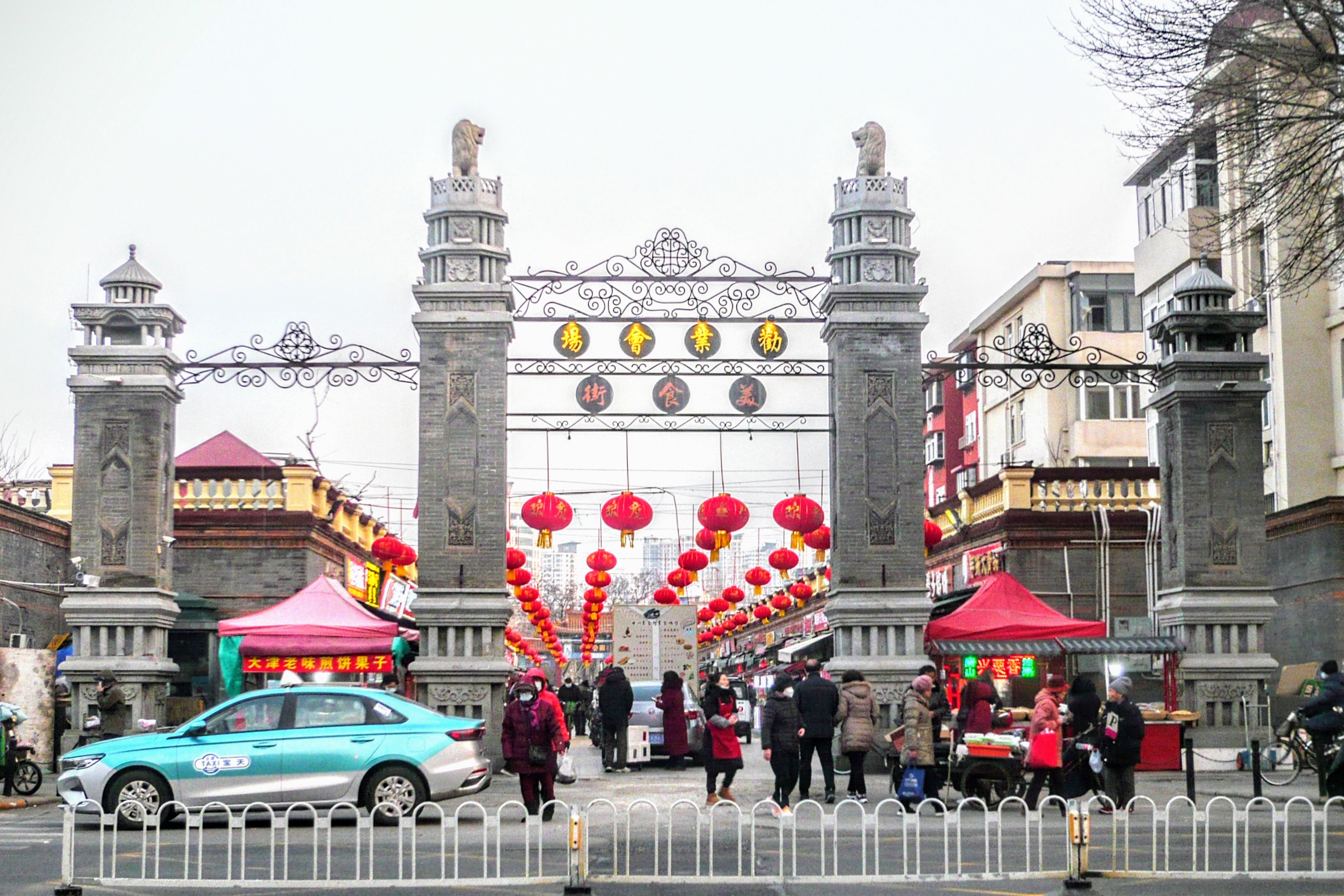
今劝业会场

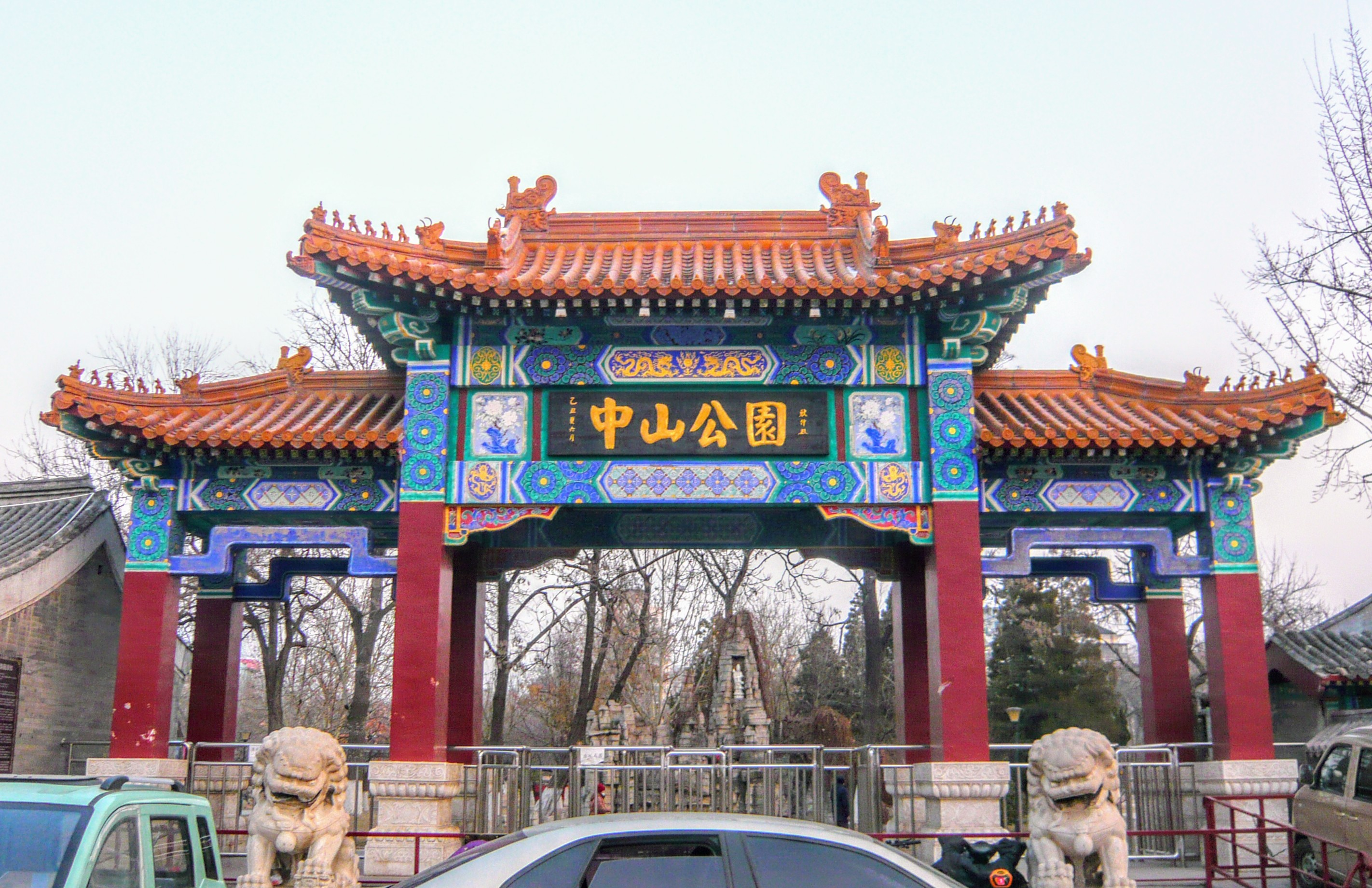
今中山公园

## 位置范围
光绪廿九年（1903年）工程总局制定的《开发河北新区市场章程十三条》规定，将“西至北运河，南达金钟河，北界新开河的自督署至车站、铁路地区”划为河北新区的开发范围。

## 背景
20世纪初的天津，近代教育、司法、民族工业和市政设施建设发展迅速。特别是天津成为直隶省省会后，由于天津老城建设用地匮乏且建筑密度较高，为适应当时城市发展的需求，开始筹备建设天津的新城区。当时的天津，沿海河两岸的可建设用地多为由西方各国所占据的租借地。1902年袁世凯任直隶总督，开始在天津推行新政，“新政”之一便是选择在海河以北的芦塘洼地建设天津的新城区——“河北新区”，使天津初步形成了现代城市格局。

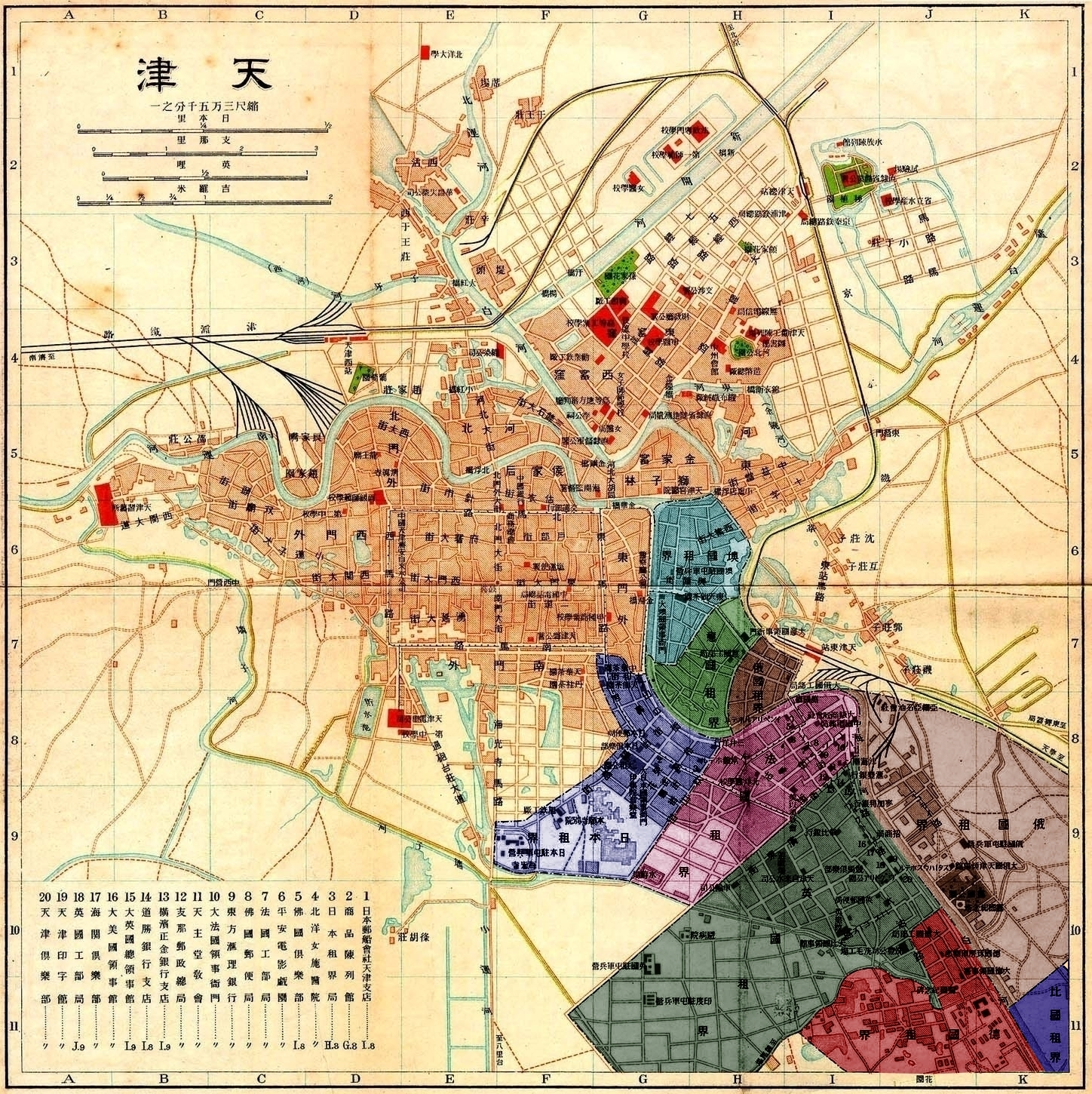
兴建河北新区（北部）时的天津地图

## 建设内容

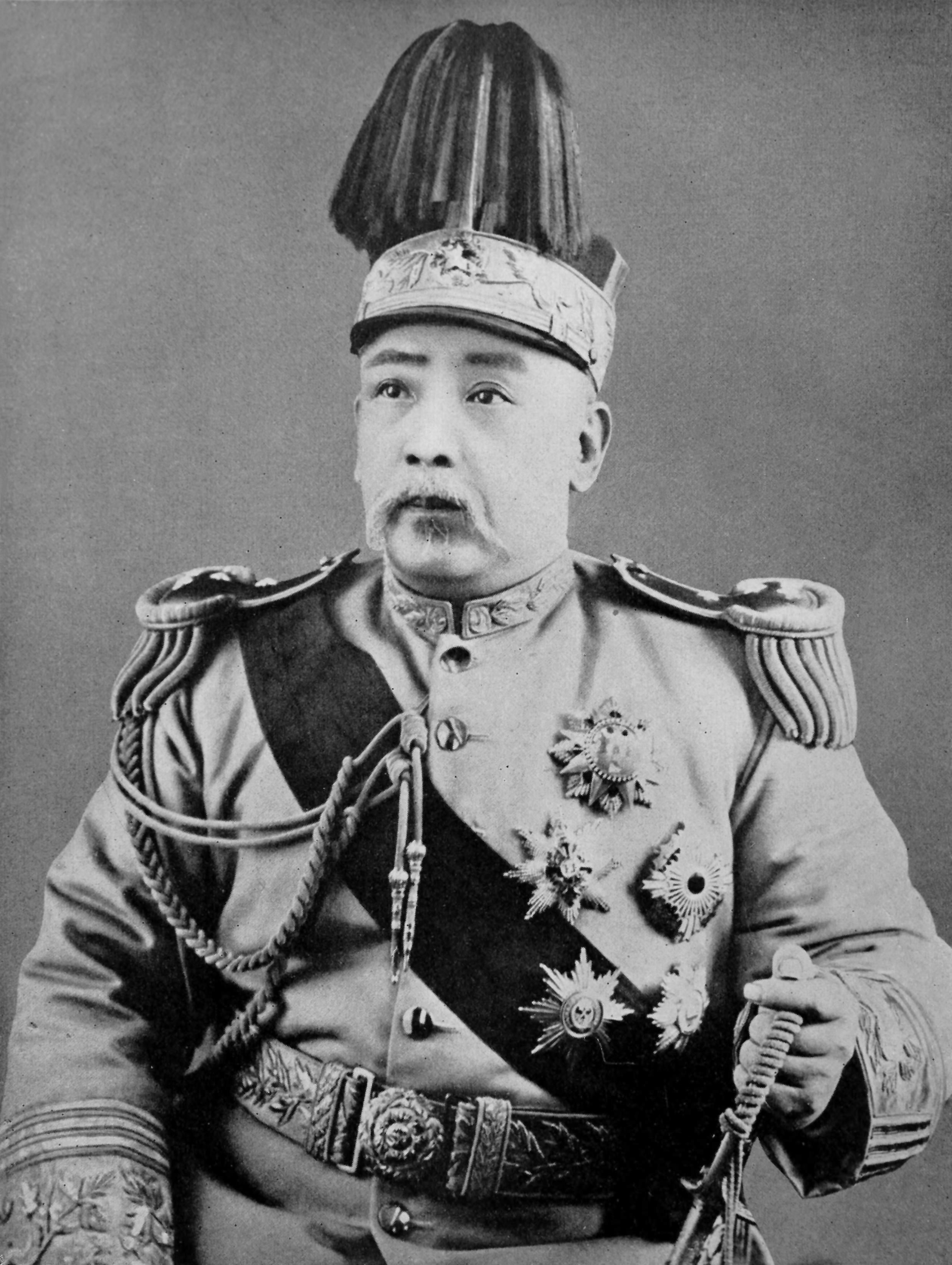
河北新区的倡导者袁世凯

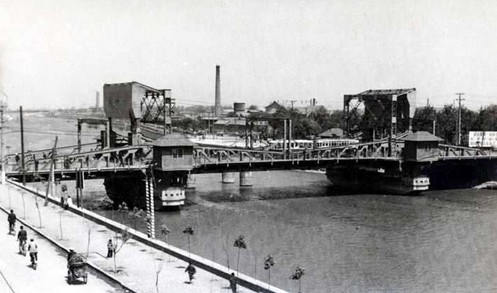
原金钢桥旧影

首先，确立以中央大道——大经路（今中山路）为中心的规划格局，规划了规整的道路交通网，修建开启式铁桥金钢桥取代海河上原窑洼浮桥，以便于新城区与城厢旧区之间的联系。同时，袁世凯在新区内建设了新火车站——新开河火车站（今天津北站）。 其次，引入外国先进科技文化进行城市建设．建设了新火车站，植物园、博物馆、新式学校、邮局等现代城市设施。同时，在新区的中部规划建设公园——劝业会场。河北新区开始成为天津华人区的政治、文化中心。孙中山、李大钊、周恩来等人曾多次到河北新区的劝业会场演说、请愿。日后，劝业会场为纪念孙中山，而更名中山公园。

## 新火车站

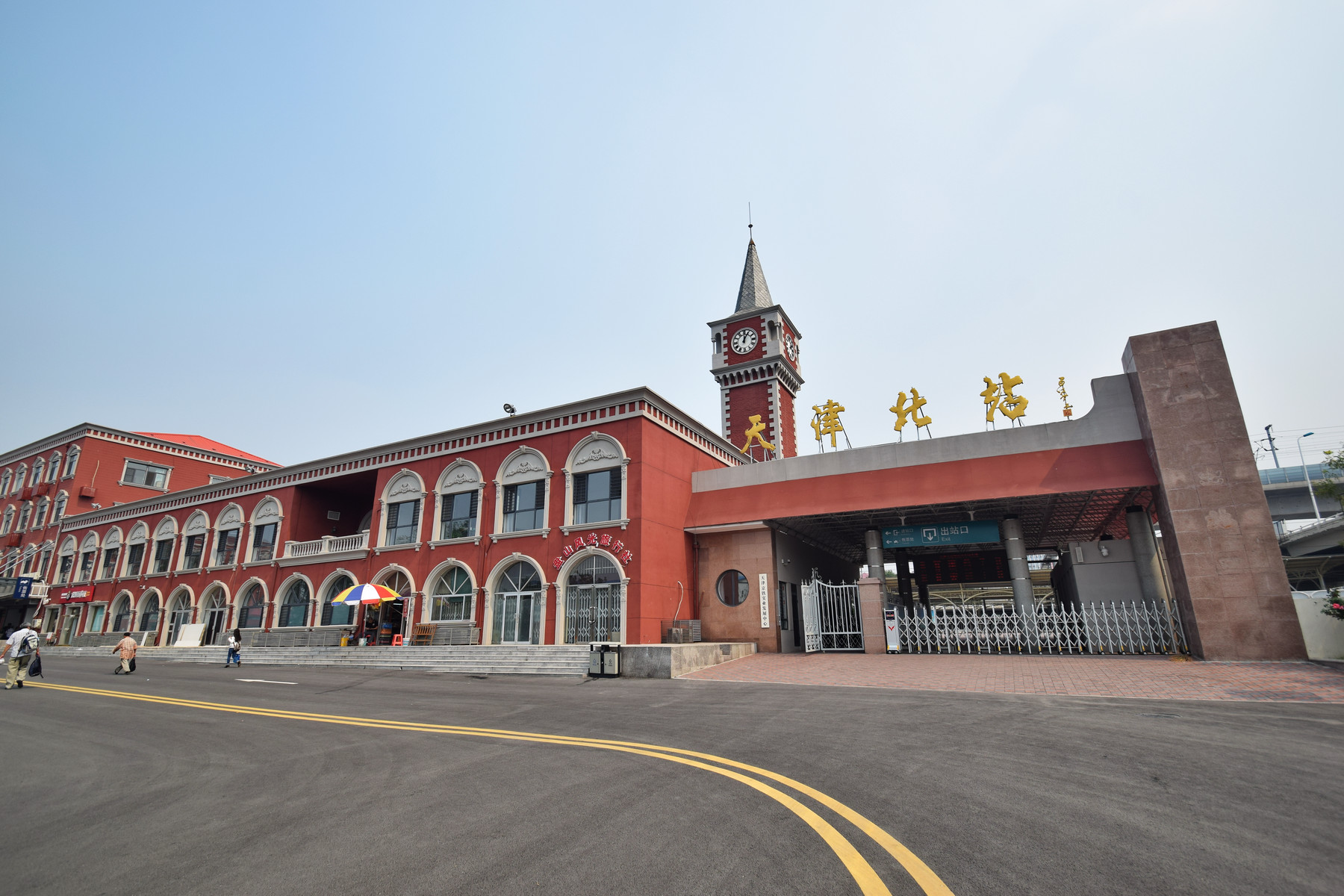
今天津北站

光绪廿八年（1902年），时任直隶总督兼北洋通商大臣的袁世凯，经常经铁路往来天津与北京两地，但俄国人不容许在老龙头火车站接送袁世凯的仪仗马队带枪进入俄租界，也不许鸣炮，令袁世凯倍感难堪。袁世凯眼见当时天津唯一的火車站受到列強控制，每次出入車站也要看洋人脸色，感到十分不满，遂下令在老龙头火车站以北4公里处的河北新区内修建新车站，地点设在大经路（现中山路）金钢桥附近，即袁世凯驻天津办公地点。新车站於光緒廿九年（1903年）正月初二完工，初名新开河火车站，后更名为天津城火车站、天津新站。宣統二年（1910年），京奉铁路与津浦铁路在天津新站举行联轨典礼。1912年，津浦线全线通車后，更名为天津总站。1937年，抗日战争爆發，不久河北新区乃至天津遭日军占领，日军占领天津后，火車站在1938年更名为“天津北站”并沿用至今。时至今日，天津北站站内依然保持着百余年前的风采，成为众多影视作品的取景地。